# Monardella hypoleuca
Monardella hypoleuca är en kransblommig växtart som beskrevs av Asa Gray. Monardella hypoleuca ingår i släktet Monardella och familjen kransblommiga växter.

## Underarter
Arten delas in i följande underarter:
- M. h. hypoleuca
- M. h. lanata

## Bildgalleri

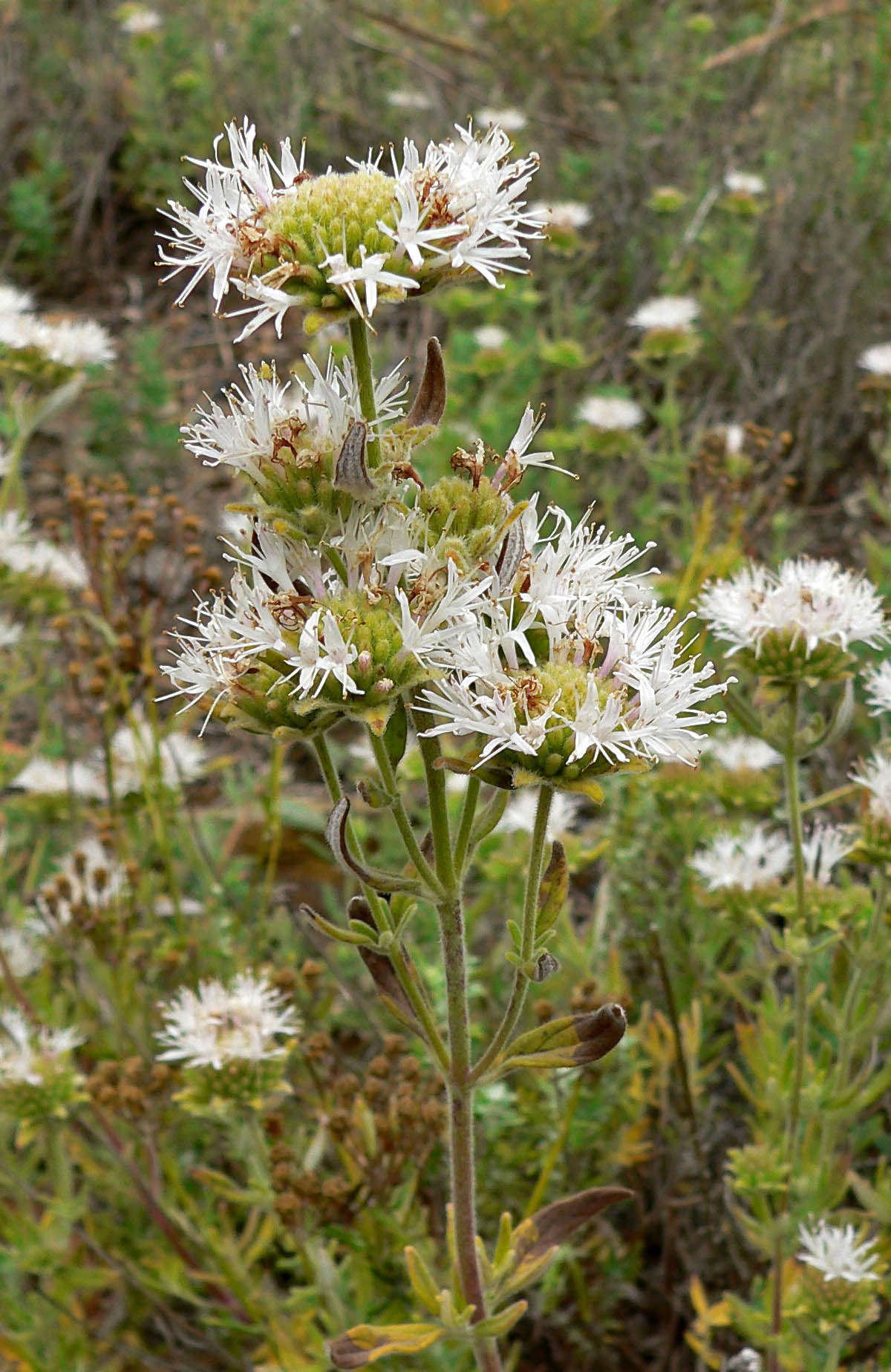
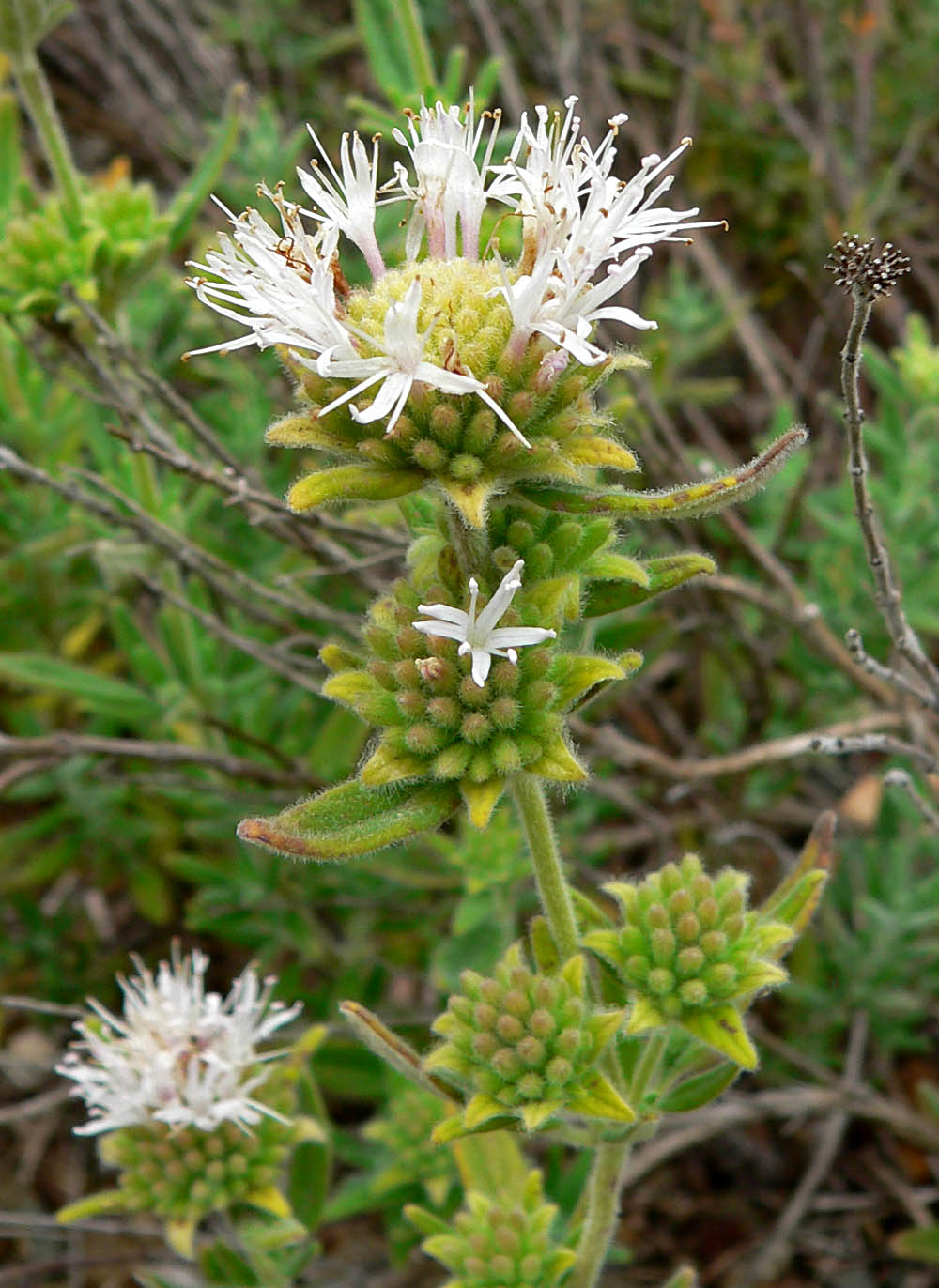